# MudRunner
MudRunner (раніше відома як Spintires: MudRunner) — відеогра у жанрі транспортного симулятора, розроблена компанією Saber Interactive й видана Focus Entertainment. Гра вийшла 31 жовтня 2017 року для Windows, PlayStation 4 та Xbox One та є спінофом ексклюзивної для Windows Spintires 2014 року, яку розробила Oovee Game Studios. Як і в Spintires, у MudRunner гравець керує позашляховиками, долаючи різні локації та виконуючи різноманітні завдання. Продовження MudRunner, — SnowRunner, вийшло 28 квітня 2020 року.

## Ігровий процес
MudRunner є симулятором позашляхової їзди, в якому потрібно їздити по брудних ґрунтових дорогах на застарілих радянських вантажівках, не маючи нічого, окрім мапи та компасу. Мета гри — доставити колоди до місця призначення, не виснажуючи ресурси (наприклад, паливо) і не пошкоджуючи транспортний засіб. Існує як однокористувацький, так і багатокористувацький кооперативний режим, які використовують ті ж самі шість основних карт (базова гра), з додаванням 3 американських карт і 2 російських карт, а також DLC-контенту. За час існування гри було випущено 4 пакети DLC, які додавали нові транспортні засоби (деякі з них ліцензійні), нові ігрові мапи та випробувальні мапи. Основні ігрові мапи часто включали різні елементи бездоріжжя, такі як водойми та річки, асфальтовані дороги, стежки та перепади висот (особливо помітні на таких мапах, як «Island» та «Downhill»), які дозволяють гравцеві відчути більшу та точнішу симуляцію жанру.
Гра відтворює різні реальні аспекти симуляції бездоріжжя, включаючи додаткове використання пального при ввімкненні повного приводу та блокування диференціала. Гра також включає динамічне середовище з денним і нічним ігровим циклом, а також фізику деформації місцевості (при багаторазовому проходженні певних ділянок місцевість стає м'якшою і, таким чином, забезпечує менше зчеплення з дорогою). При виборі мапи в режимі одиночної гри можна вибрати між «хардкор» і «кежуал» рівнями складності, які включають в себе різні параметри гри, такі як збільшене споживання палива для «хардкор» в порівнянні з «кежуал», знижена можливість навігації з більш розмитими маркерами контрольних пунктів, неможливість включення блокування диференціала при русі на автоматичній коробці передач (гра включає в себе H-подібний перемикач для всіх транспортних засобів) і головне налаштування — необхідність використання крана, щоб вручну завантажити колоди і упакувати їх у свій транспортний засіб, на противагу автоматичному завантаженню в кежуал-режимі.
Для виконання завдань можна використовувати різні доповнення, такі як паливозаправники та причепи для колод різного розміру. Мета гри полягає в тому, щоб доставити загалом 8 балів вантажу на 1 або 2 лісопилки на одній карті, причому різні розміри колод дають різну кількість балів вантажу (зазвичай короткі колоди — 3 бали, середні колоди — 4 бали і довгі колоди — 6 балів, проте у цій схемі можуть бути винятки). Всі транспортні засоби в грі розподілені по різних класах, які можуть відповідати їхньому споживанню палива, причому кожен транспортний засіб дає різну кількість «балів балансу». Ці бали балансу складаються в загальну суму для кожної карти, і при проходженні карти вказується кількість балів, використаних для цього, причому найменша кількість використаних балів є метою для повного проходження.
У грі є режим випробувань, який представляє дев'ять невеликих карт, кожна з яких ґрунтується на певній ігровій функції, що має на меті навчити гравця різним аспектам гри; пізніше, після виходу доповнення American Wilds, кількість карт було збільшено до 11. На кожному рівні також є три бонусні цілі, які можна виконати, щоб отримати досягнення; жодних ігрових нагород за них не передбачено.

## Післярелізний контент
Гра отримала доповнення American Wilds, в якому замість радянських автомобілів з'явилися американські. Воно також йде в комплекті з базовою грою і випускається на консолях як остаточне видання гри. Це розширення включило 9 нових транспортних засобів (7 ліцензованих вантажівок) та 2 окремі нові карти, які загалом містять більшу кількість доріг з твердим покриттям у порівнянні з базовою грою, щоб імітувати американські регіони. Це DLC продемонструвало новий механізм «збирання» колод, в якому гравець повинен дослідити місцевість, де виростають випадкові типи колод, і вручну завантажити їх у транспортний засіб. Доповнення та причепи для американських транспортних засобів були доопрацьовані, щоб краще відповідати характеру місцевості, де відбуваються події доповнення. Графіку гри також було скориговано: вона стала більш насиченою та теплою у порівнянні з дещо тьмяними та туманними відтінками в базовій грі. Інші доповнення, такі як Old Timers, The Valley та The Ridge, також поповнили гру новими транспортними засобами та ігровими механізмами.

## Сприйняття
| Агрегатор  | Оцінка                              |
| ---------- | ----------------------------------- |
| Metacritic | PC: 77/100 PS4: 67/100 XONE: 72/100 |

| Видання       | Оцінка |
| ------------- | ------ |
| Nintendo Life | [ 11 ] |
| PCGamesN      | 6/10   |
| Push Square   | [ 13 ] |
| Shacknews     | 9/10   |

Згідно з оцінками агрегатора рецензій Metacritic, MudRunner отримала 67 бали для версії PlayStation 4 та 72 бали для версії Xbox One, що відповідає показнику «змішані або середні відгуки», а також 77 балів для версії для ПК, що означає «загалом схвальні відгуки». Nintendo Life оцінили версію Nintendo Switch на 7/10, високо оцінивши якісне портування гри на приставку та пишне довкілля доповнення American Wilds, водночас піддавши критиці «прикрі недоліки дизайну» попередньої версії, як-от відсутність автоматичної системи навігації.